# アクシスメディコ
株式会社アクシスメディコは、東京都千代田区に本社を置く、医療系サービスの販売及びマーケティング企業。
アクシスルートホールディングス株式会社のグループ会社。
株式会社アクシスが開発する調剤薬局向けクラウド型電子薬歴「Medixs（メディクス）」の販売とマーケティングを行っていた。

## 沿革
- 2018年7月 - 東京都渋谷区渋谷にてアクシスチャージ株式会社設立。
- 2021年5月 - 「株式会社アクシスメディコ」に商号変更。
- 2022年6月 - 事業拡大のため東京都千代田区内幸町に移転。
- 2023年3月 - 株式会社アクシスに吸収合併。